# Bruce Gilden
Bruce Gilden, né le 16 octobre 1946 à Brooklyn, New York, est un photographe américain adepte de la photographie de rue pratiquant le portrait de rue avec un flash électronique. Il vit et travaille à New York
Il est membre de Magnum Photos depuis 2002.

## Biographie
Bruce Gilden a d'abord étudié la sociologie à l'université d'État de Pennsylvanie.
En 1968, après avoir vu le film Blow-Up d'Antonioni, il achète son premier appareil photo. Il prend par la suite des cours du soir à l'École des arts visuels de New York.
Depuis son plus jeune âge, il regardait les gens par sa fenêtre comme si c'était une pièce de théâtre. Il épiait tout ce qui se passe dans la rue sans savoir que plus tard il serait à la recherche de ces personnes, de cette vie de quartier qu'il côtoyait tous les jours depuis sa plus petite enfance. Ce théâtre de rue est resté gravé dans sa mémoire.
En tant que « street photographer » (comme il se définit), Bruce Gilden s'intéresse à la façon dont les gens partagent physiquement le même espace urbain.
Pendant 25 ans, son travail s'est axé sur les protagonistes de New York et il ne semble pas encore en avoir fini. Il utilise un flash électronique en extension (à bout de bras) en combinaison avec la lumière naturelle et il est important pour lui que ses sujets soient conscients de sa présence.
Il a aussi beaucoup voyagé dans des pays tels qu’Haïti, la France, l’Irlande ou encore l’Inde. Son travail a été exposé dans plusieurs galeries et musées et gratifié de nombreux prix.
En 2015, il expose dans seize stations de métros parisiennes et à la galerie Polka.
Sa vision théâtrale des choses et la forme graphique des photographies font les qualités et la force de son style.

## Expositions
- 2015. RATP, Paris.
- 2015. Galerie Polka.